# Michal Rozsíval
Michal Rozsíval (Vlašim, 3 settembre 1978) è un hockeista su ghiaccio ceco.

## Palmarès

### Mondiali
- 1 medaglia:
  - 1 oro (Germania 2010)